# Prima medaglia di Sigismondo Pandolfo Malatesta
La prima medaglia di Sigismondo Pandolfo Malatesta fu realizzata in bronzo dall'artista italiano Pisanello nel 1445 e misura 9 cm di diametro. 

## Storia
Dopo aver coniato la celebre medaglia di Giovanni VIII Paleologo (1438), ristabilendo la tradizione di effigiare personaggi viventi come nelle monete dell'Impero Romano, Pisanello divenne molto richiesto dalle corti italiane, creando una ventina di medaglie. 
A Rimini Pisanello fu nel 1445, dove eseguì almeno tre medaglie. La prima medaglia fu eseguita per celebrare la vittoria di Fano. Dopo la sua partenza per Mantova Sigismondo Pandolfo Malatesta assunse un altro medaglista, Matteo de' Pasti. 

## Descrizione
L'opera, dai chiari intenti celebrativi, è virtuosamente esente da una retorica troppo artificiosa, riuscendo a sottolineare l'autorità del personaggio con un misurato ricorso ad elementi decorativi.
Sul recto è effigiato di profilo Sigismondo Pandolfo Malatesta in forma di busto, girato a destra, con una ricca veste e con la tipica acconciatura ricadente sul collo che si vede anche nel suo ritratto che gli fece Piero della Francesca. Vi si legge lungo il bordo in senso orario l'iscrizione SIGISMVNDVS PANDVLFVS DE MALATESTIS ARIMINI FANI D[VX] ("Sigismondo Pandolfo Malatesta, duca di Rimini e Fano").
Sul verso si vede Sigismondo a figura intera vestito dell'armatura completa, con a sinistra un elmo araldico col motivo dell'elefante e a destra lo scudo col suo monogramma "SI", impostato su ceppi di rose. In basso, sul bordo, si legge la firma OPVS PISANI PICTORIS ("opera del pittore Pisan[ell]o").